# Bernacchi
Bernacchi är en udde i Antarktis. Den ligger i Östantarktis. Nya Zeeland gör anspråk på området.
Terrängen inåt land är kuperad västerut. Havet är nära Bernacchi österut. Trakten är obefolkad. Det finns inga samhällen i närheten.